# Ciclismo ai Giochi della XXXII Olimpiade - Keirin femminile
La gara di keirin femminile dei Giochi della XXXII Olimpiade si svolse il 4 e 5 agosto 2021 al velodromo di Izu, in Giappone. La medaglia d'oro fu vinta dalla ciclista dei Paesi Bassi Shanne Braspennincx.
L'evento vide la partecipazione di 29 atlete rappresentanti di 18 nazioni diverse. La prova consisteva nell'effettuare sei giri di pista, come da regolamento (modificato rispetto alle olimpiadi precedenti); i primi tre giri venivano effettuati dietro un mezzo motorizzato che aumentava gradualmente la velocità fino a 45 km/h, lasciando quindi la pista; gli ultimi tre giri di pista venivano quindi effettuati liberamente dalle cicliste.

## Programma
Tutti gli orari sono Japan Standard Time (UTC+9)
| Data          | Ora               | Turno                              |
| ------------- | ----------------- | ---------------------------------- |
| 4 agosto 2021 | 16:10 17:11       | Primo turno Ripescaggi             |
| 5 agosto 2021 | 16:06 16:57 17:37 | Quarti di finale Semifinali Finali |

## Risultati

### Primo turno
Batteria 1
| Pos. | Ciclista            | Nazione       | Distacco | Note |
| ---- | ------------------- | ------------- | -------- | ---- |
| 1    | Laurine van Riessen | Paesi Bassi   |          | QF   |
| 2    | Zhong Tianshi       | Cina          | +0.174   | QF   |
| 3    | Lee Hye-jin         | Corea del Sud | +0.371   | R    |
| 4    | Jessica Lee         | Hong Kong     | +0.445   | R    |
| 5    | Katy Marchant       | Gran Bretagna | P        | R    |

Batteria 2
| Pos. | Ciclista          | Nazione   | Distacco | Note |
| ---- | ----------------- | --------- | -------- | ---- |
| 1    | Lea Friedrich     | Germania  |          | QF   |
| 2    | Dar'ja Šmelëva    | ROC       | +0.102   | QF   |
| 3    | Lee Wai Sze       | Hong Kong | +0.188   | R    |
| 4    | Charlene du Preez | Sudafrica | +0.309   | R    |
| 5    | Coralie Demay     | Francia   | +0.425   | R    |
| 6    | Migle Marozaite   | Lituania  | +1.364   | R    |

Batteria 3
| Pos. | Ciclista           | Nazione  | Distacco | Note |
| ---- | ------------------ | -------- | -------- | ---- |
| 1    | Kelsey Mitchell    | Canada   |          | QF   |
| 2    | Daniela Gaxiola    | Messico  | +0.100   | QF   |
| 3    | Anastasija Vojnova | ROC      | +0.119   | R    |
| 4    | Bao Shanju         | Cina     | +0.206   | R    |
| 5    | Emma Hinze         | Germania | +0.310   | R    |
| 6    | Liubov Basova      | Ucraina  | +0.554   | R    |

Batteria 4
| Pos. | Ciclista            | Nazione       | Distacco | Note |
| ---- | ------------------- | ------------- | -------- | ---- |
| 1    | Olena Starikova     | Ucraina       |          | QF   |
| 2    | Yuka Kobayashi      | Giappone      | +0.070   | QF   |
| 3    | Shanne Braspennincx | Paesi Bassi   | +0.105   | R    |
| 4    | Ellesse Andrews     | Nuova Zelanda | +0.182   | R    |
| 5    | Marlena Karwacka    | Polonia       | +0.400   | R    |
| 6    | Simona Krupeckaitė  | Lituania      | +1.093   | R    |

Batteria 5
| Pos. | Ciclista         | Nazione     | Distacco | Note |
| ---- | ---------------- | ----------- | -------- | ---- |
| 1    | Lauriane Genest  | Canada      |          | QF   |
| 2    | Madalyn Godby    | Stati Uniti | +0.075   | QF   |
| 3    | Urszula Łoś      | Polonia     | +0.159   | R    |
| 4    | Kaarle McCulloch | Australia   | +0.365   | R    |
| 5    | Yuli Verdugo     | Messico     | +0.440   | R    |
| 6    | Mathilde Gros    | Francia     | +1.126   | R    |

### Ripescaggi
Batteria 1
| Pos. | Ciclista        | Nazione       | Distacco | Note |
| ---- | --------------- | ------------- | -------- | ---- |
| 1    | Ellesse Andrews | Nuova Zelanda |          | QF   |
| 2    | Lyubov Basova   | Ucraina       | +0.074   | QF   |
| 3    | Lee Hye-jin     | Corea del Sud | +0.133   |      |
| 4    | Jessica Lee     | Hong Kong     | +1.005   |      |
| 5    | Miglė Marozaitė | Lituania      | +1.241   |      |

Batteria 2
| Pos. | Ciclista           | Nazione   | Distacco | Note |
| ---- | ------------------ | --------- | -------- | ---- |
| 1    | Lee Wai-Sze        | Hong Kong |          | QF   |
| 2    | Kaarle McCulloch   | Australia | +0.146   | QF   |
| 3    | Simona Krupeckaitė | Lituania  | +0.554   |      |
| 4    | Yuli Verdugo       | Messico   | +0.601   |      |
| 5    | Bao Shanju         | Cina      | +0.620   |      |

Batteria 3
| Pos. | Ciclista          | Nazione       | Distacco | Note |
| ---- | ----------------- | ------------- | -------- | ---- |
| 1    | Katy Marchant     | Gran Bretagna |          | QF   |
| 2    | Mathilde Gros     | Francia       | +0.137   | QF   |
| 3    | Anastasia Voynova | ROC           | +0.143   |      |
| 4    | Marlena Karwacka  | Polonia       | +0.243   |      |
| 5    | Charlene du Preez | Sudafrica     | +0.351   |      |

Batteria 4
| Pos. | Ciclista            | Nazione     | Distacco | Note |
| ---- | ------------------- | ----------- | -------- | ---- |
| 1    | Shanne Braspennincx | Paesi Bassi |          | QF   |
| 2    | Emma Hinze          | Germania    | +0.005   | QF   |
| 3    | Urszula Łoś         | Polonia     | +0.119   |      |
| 4    | Coralie Demay       | Francia     | +0.603   |      |

### Quarti di finale
Batteria 1
| Pos. | Ciclista            | Nazione       | Distacco | Note |
| ---- | ------------------- | ------------- | -------- | ---- |
| 1    | Lee Wai Sze         | Hong Kong     |          | SF   |
| 2    | Olena Starikova     | Ucraina       | +0.029   | SF   |
| 3    | Dar'ja Šmelëva      | ROC           | +0.086   | SF   |
| 4    | Emma Hinze          | Germania      | +0.490   | SF   |
| 5    | Katy Marchant       | Gran Bretagna | +41.527  |      |
|      | Laurine van Riessen | Paesi Bassi   | dnf      |      |

Batteria 2
| Pos. | Ciclista            | Nazione       | Distacco | Note |
| ---- | ------------------- | ------------- | -------- | ---- |
| 1    | Shanne Braspennincx | Paesi Bassi   |          | SF   |
| 2    | Ellesse Andrews     | Nuova Zelanda | +0.052   | SF   |
| 3    | Daniela Gaxiola     | Messico       | +0.084   | SF   |
| 4    | Lauriane Genest     | Canada        | +0.094   | SF   |
| 5    | Mathilde Gros       | Francia       | +0.312   |      |
| 6    | Lea Friedrich       | Germania      | +0.313   |      |

Batteria 3
| Pos. | Ciclista         | Nazione     | Distacco | Note |
| ---- | ---------------- | ----------- | -------- | ---- |
| 1    | Kelsey Mitchell  | Canada      |          | SF   |
| 2    | Kaarle McCulloch | Australia   | +0.136   | SF   |
| 3    | Zhong Tianshi    | Cina        | +0.152   | SF   |
| 4    | Liubov Basova    | Ucraina     | +0.354   | SF   |
| 5    | Madalyn Godby    | Stati Uniti | +0.434   |      |
| 6    | Yuka Kobayashi   | Giappone    | +0.447   |      |

### Semifinali
Semifinale 1
| Pos. | Ciclista        | Nazione       | Distacco | Note |
| ---- | --------------- | ------------- | -------- | ---- |
| 1    | Olena Starikova | Ucraina       |          | FA   |
| 2    | Ellesse Andrews | Nuova Zelanda | +0.017   | FA   |
| 3    | Lyubov Basova   | Ucraina       | +0.071   | FA   |
| 4    | Daniela Gaxiola | Messico       | +0.097   | FB   |
| 5    | Lee Wai-sze     | Hong Kong     | +0.153   | FB   |
| 6    | Zhong Tianshi   | Cina          | +0.322   | FB   |

Semifinale 2
| Pos. | Ciclista            | Nazione     | Distacco | Note |
| ---- | ------------------- | ----------- | -------- | ---- |
| 1    | Shanne Braspennincx | Paesi Bassi |          | FA   |
| 2    | Kelsey Mitchell     | Canada      | +0.277   | FA   |
| 3    | Lauriane Genest     | Canada      | +0.315   | FA   |
| 4    | Daria Shmeleva      | ROC         | +0.320   | FB   |
| 5    | Kaarle McCulloch    | Australia   | +0.400   | FB   |
| 6    | Emma Hinze          | Germania    | +0.814   | FB   |

### Finali

#### Finale B
| Pos. | Ciclista         | Nazione   | Distacco | Note |
| ---- | ---------------- | --------- | -------- | ---- |
| 7    | Emma Hinze       | Germania  |          |      |
| 8    | Lee Wai-sze      | Hong Kong | +0.043   |      |
| 9    | Kaarle McCulloch | Australia | +0.097   |      |
| 10   | Daria Shmeleva   | ROC       | +0.163   |      |
| 11   | Daniela Gaxiola  | Messico   | +0.617   |      |
| 12   | Zhong Tianshi    | Cina      | +0.729   |      |

#### Finale A
| Pos. | Ciclista            | Nazione       | Distacco | Note |
| ---- | ------------------- | ------------- | -------- | ---- |
|      | Shanne Braspennincx | Paesi Bassi   |          |      |
|      | Ellesse Andrews     | Nuova Zelanda | +0.061   |      |
|      | Lauriane Genest     | Canada        | +0.148   |      |
| 4    | Olena Starikova     | Ucraina       | +0.396   |      |
| 5    | Kelsey Mitchell     | Canada        | +0.566   |      |
| 6    | Lyubov Basova       | Ucraina       | +0.580   |      |